# 후지오카역 (시즈오카현)
후지오카역(일본어: 富士岡駅)은 일본 시즈오카현 고텐바시에 있는 도카이 여객철도 고텐바 선의 역이다. 섬식 승강장 1면 2선의 구조를 지닌 지상역이다.

## 타는 곳
| 1 | ■ 고텐바 선 | 하행 | 누마즈 방면        |
| 2 | ■ 고텐바 선 | 상행 | 고텐바 · 고즈 방면 |

## 이용 현황
| 연도     | 하루 평균 승차 인원 | 연도     | 하루 평균 승차 인원 |
| 1993년도 | 1,130               | 2002년도 | 815                 |
| 1994년도 | 1,070               | 2003년도 | 803                 |
| 1995년도 | 1,046               | 2004년도 | 835                 |
| 1996년도 | 1,035               | 2005년도 | 854                 |
| 1997년도 | 971                 | 2006년도 | 833                 |
| 1998년도 | 934                 | 2007년도 | 873                 |
| 1999년도 | 866                 | 2008년도 | 922                 |
| 2000년도 | 870                 | 2009년도 | 930                 |
| 2001년도 | 826                 | 2010년도 | 899                 |
| -------- | ------------------- | -------- | ------------------- |

## 역 주변
- 고텐바 시청 후지오카 지소
- 고텐바 농업협동조합 후지오카 지점
- 육상자위대 히가시후지 연습장 · 고마카도 주둔지

## 역사
- 1911년 5월 1일 : 후지오카 신호소(일본어: 富士岡信号所)로서 개업.
- 1922년 4월 1일 : 후지오카 신호장(일본어: 富士岡信号場으로 개칭.
- 1944년 8월 1일 : 후지오카역으로 승격.
- 1987년 4월 1일 : 민영화에 의해, 도카이 여객철도로 이관.

## 인접 정차역
| 도카이 여객철도 고텐바 선 | 도카이 여객철도 고텐바 선 | 도카이 여객철도 고텐바 선 |
| ------------------------- | ------------------------- | ------------------------- |
| 미나미고텐바 고즈 방면    | ■ 고텐바 선               | 이와나미 누마즈 방면      |